# National Woman Suffrage Association
 (mars 2019).
Si vous disposez d'ouvrages ou d'articles de référence ou si vous connaissez des sites web de qualité traitant du thème abordé ici, merci de compléter l'article en donnant les références utiles à sa vérifiabilité et en les liant à la section « Notes et références ».
La National Woman Suffrage Association (NWSA) (« Association nationale pour le suffrage des femmes » ou « Association nationale pour le vote des femmes ») était une association américaine de promotion du droit de vote des femmes, fondée le 15 mai 1869 à New York par Susan B. Anthony et Elizabeth Cady Stanton.

## Histoire
Elle résultait d’une division de l’American Equal Rights Association sur la question du Quinzième amendement de la Constitution des États-Unis, qui est discuté au Congrès visant à garantir le droit de vote à tous les citoyens des États-Unis et qui sera promulgué en 1870.
Ses fondatrices refusaient de soutenir le XVe amendement qui devait donner le droit de vote aux Afro-Américains à moins qu’il n’inclue également le droit de vote pour les femmes ou qu’un nouvel amendement adopté simultanément ne garantisse ce droit pour les femmes.
La NWSA milita après l’adoption du XVe amendement pour un nouvel amendement à la Constitution qui garantirait le droit de suffrage des femmes. L’American Woman Suffrage Association (AWSA), organisation rivale plus modérée née de la même scission initiale, pensait que la revendication égalitaire aurait plus de chance d’aboutir par l’intermédiaire d’une campagne menée à l’échelle de chaque État.
En 1890, la NWSA et l’AWSA fusionnèrent pour former la National American Woman Suffrage Association (NAWSA).